# グッド・キャスティング
『グッド・キャスティング』（朝: 굿캐스팅）は2020年4月27日から2020年6月16日までSBSで放送されていた大韓民国のテレビドラマである。日本では、KNTVやホームドラマチャンネルにて放送された。

## あらすじ
国家情報院を引退して普通の生活に戻った女性たちが再び現場の要員に選ばれ、前例のない偽装潜入作戦を行うことで展開されるアクションコメディ。

## 出演

### 主要人物
ペク・チャンミ：チェ・ガンヒ
国家情報院要員。
イム・イェウン：ユ・イニョン
国家情報院要員。
ファン・ミスン：キム・ジヨン
国家情報院要員。
ユン・ソクホ：イ・サンヨプ
イルグァンハイテックの社長。
カン・ウウォン：ジュン（U-KISS）
イルグァンハイテックの専属モデル。俳優。
トン・グァンス：イ・ジョンヒョク
チャンミの元カレ。

## 日本での放送
2020年8月6日よりCSチャンネルKNTVにて日本で初めて放送された。2021年4月12日から6月8日まで『グッド・キャスティング～彼女はエリートスパイ～』という邦題でホームドラマチャンネルにて放送された。
放送形式は、朝鮮語放送（日本語字幕付き）。
- KNTV：2020年8月6日[9] - 2020年9月24日[10] （毎週木曜 20時00分 - 22時30分）※二話連続、16話版で放送
  - 同上：2020年11月7日[11] - 2020年12月26日[12]（毎週日曜 9時10分 - 11時30分）※再放送、二話連続放送
- ホームドラマチャンネル：2021年4月12日[13] - 2021年6月8日[14] （毎週月・火曜 15時15分 - 16時30分）※16話版で放送
  - 同上：2021年7月5日[15] - 2021年8月9日[16]（毎週月〜水曜 12時00分 - 13時45分）※再放送

## 賞とノミネート
| 年度 | 賞          | カテゴリー           | 受賞者           | 結果       | 参考 |
| ---- | ----------- | -------------------- | ---------------- | ---------- | ---- |
| 2020 | SBS演技大賞 | 最優秀俳優賞         | イ・サンヨプ     | ノミネート |      |
| 2020 | SBS演技大賞 | 最優秀女優賞         | チェ・ガンヒ     | ノミネート |      |
| 2020 | SBS演技大賞 | 優秀俳優賞           | イ・ジョンヒョク | ノミネート |      |
| 2020 | SBS演技大賞 | 優秀女優賞           | キム・ジヨン     | ノミネート |      |
| 2020 | SBS演技大賞 | 最優秀キャラクター賞 | チェ・ガンヒ     | 受賞       |      |
| 2020 | SBS演技大賞 | 新人俳優賞           | ジュン           | ノミネート |      |